# Christian Vitalis
Christian Vitalis (* 20. Dezember 1976 in Düsseldorf) ist ein deutscher Musikwissenschaftler, Autor, Musikkritiker und Hornist.

## Leben
Vitalis besuchte das Christian-Rohlfs-Gymnasium in Hagen. Nach dem Abitur studierte er bis 2005 Musikwissenschaft, Vergleichende Literaturwissenschaft und Philosophie an der Rheinischen Friedrich-Wilhelms-Universität Bonn. Seit 2006 ist er Mitarbeiter beim Verlag Dohr und arbeitet als Rezensent bei klassik.com, bis 2010 auch für das Rheinische Musikmagazin fermate. Zahlreiche Plattenkritiken liegen vor. Zudem ist Vitalis Herausgeber zahlreicher kritisch revidierter Notenausgaben und Bearbeitungen. Im Jahr 2006 veröffentlichte er sein Buch Hans Pfitzners Chorphantasie „Das Dunkle Reich“. Er lebt im rheinischen Grevenbroich.

## Werke (Auswahl)

### Autor
- Hans Pfitzners Chorphantasie „Das Dunkle Reich“. Dohr, Köln 2006. ISBN 978-3-936655-39-1.

### Herausgeber
- Franz Joseph Lütter: Die Musikerfamilie Nisle. Dohr, Köln 2007. ISBN 978-3-936655-29-2.
- Johann Baptist Cramer: Grand March for the Piano-Forte or Harp. (rev. Neuausgabe)
- Johann Peter Heuschkel: 6 Hornduette aus Douze Duos pour deux Cors op. 12 (krit. rev. Neuausgabe). Partitur und Stimmen.
- Friedrich Kiel: Werke für Klavier Vol. 5: 15 Canons im Kammerstyl op. 1 für das Pianoforte. (rev. Neuausgabe)
- Friedrich Kiel: 8 Leichte Clavierstücke zu vier Händen op. 57. (rev. Neuausgabe)
- Karl (Charles) Koch: Douze Pièces pour deux Cors (12 Hornduette). (krit. rev. Neuausgabe). Partitur und Stimmen.
- Heinrich Marschner: Trois Pièces faciles et agréables op. 77 pour le Pianoforte (krit. rev. Neuausgabe)
- Johann Friedrich Nisle: Quintuor op. 26 für Flöte, Violine, Viola, Horn (oder Fagott oder Violoncello [I]) und Violoncello [II]. (krit. rev. Neuausgabe). Partitur und Stimmen.
- Carl Gottlieb Reissiger: Streichquintett G-Dur op. 90 für zwei Violinen, Viola und zwei Violoncelli (oder zwei Viole und Violoncello). (krit. rev. Neuausgabe). Partitur und Stimmen.
- Johann Wilhelm Wilms: Streichquartette op. 25 (Nr. 1 g-Moll und Nr. 2 A-Dur). Band 28/28a der „Denkmäler rheinischer Musik“.

### Bearbeiter
- Carl Leibl: Messe Nr. 3 Es-Dur für Soli, Chor und großes Orchester. Herausgegeben von Domkapellmeister Eberhard Metternich; Klavierauszug.

### Komponist
- Aphorismen für A (2008) für Klarinette allein